# Robert Mitchum
Robert Charles Durman Mitchum, född 6 augusti 1917 i Bridgeport i Connecticut, död 1 juli 1997 i Santa Barbara i Kalifornien, var en amerikansk skådespelare, regissör, författare och sångare. Mitchum är känd för att ha spelat huvudroller i flera klassiska noir-filmer. Senare under 1950- och 1960-talet, fick han ofta spela antihjältar. Bland Robert Mitchums filmer märks Skuggor ur det förflutna (1947), Trasdockan (1955), Vem vet, Mr Allison (1957), Den längsta dagen (1962) och Farlig främling (1962). Han blev nominerad till en Oscar för sin roll i Krigskorrespondenten (1945). På senare år medverkade Mitchum även i olika tv-produktioner, däribland i Krigets vindar (1983) och Krig och hågkomst (1988). År 1999 utnämndes han till den 23:e största manliga filmstjärnan i USA:s filmhistoria av AFI.

## Biografi
Robert Mitchum blev faderlös vid 18 månaders ålder, då hans far krossades mellan två godståg. Mitchum hade en rotlös barndom och tämligen äventyrlig ungdom. Han vandrade runt i USA och hade en mängd olika diversejobb, bland annat som boxare, kolgruvearbetare och dikesgrävare. 1940 gifte han sig med sin ungdomskärlek och blev far till en son. Han bestämde sig då för att slå sig till ro och fick arbete hos flygplanstillverkaren Lockheed. 
Mitchum gick med i ett teatersällskap och fick en del småroller i westernfilmer. Bland hans tidiga filmer finns Attack i djungeln (1943) och 30 sekunder över Tokio (1944). Sitt stora genombrott fick Robert Mitchum 1945 i Krigskorrespondenten, för vilken han nominerades till en Oscar för bästa manliga biroll.
Robert Mitchum blev snabbt enormt populär som en kraftfull, litet ohyfsad och nonchalant hjälte med sömniga ögon, ett karaktärsdrag som berodde på kronisk sömnlöshet och en skada han fått när han boxades som orsakade astigmatism på båda ögonen. Bland hans mest minnesvärda roller märks som den psykopatiske religiöse fanatikern Harry Powell i rysaren Trasdockan från 1955 och som den före detta straffången Max Cady i Farlig främling. 
På senare år hade Mitchum stor framgång med miniserien Krigets vindar från 1983 och dess uppföljare Krig och hågkomst där han porträtterade Victor "Pug" Henry.
Robert Mitchum avled 1997, 79 år gammal, av lungcancer och emfysem. 

### Privatliv
Robert Mitchum gifte sig 1940 med Dorothy Spence (1919–2014) och fick med henne tre barn – sönerna James (f. 1941) och Christofer (f. 1943) samt dottern Petrine (f. 1954). Båda sönerna är skådespelare, medan dottern har medverkat i en enda roll. 

## Filmografi i urval

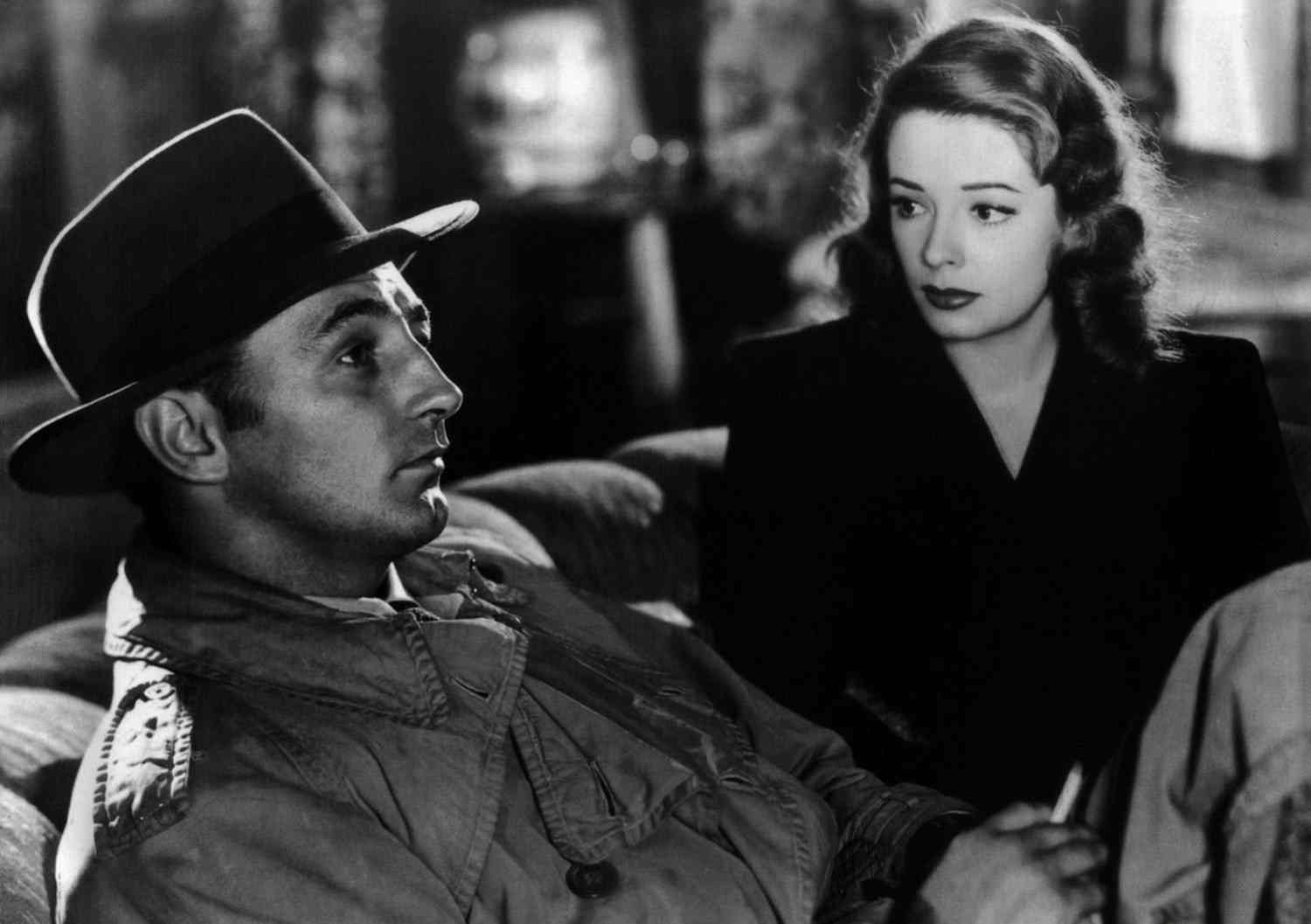
Robert Mitchum och Jane Greer i filmen Skuggor ur det förflutna från 1947.

- 1943 – Vi människor (ej krediterad)
- 1943 – Attack i djungeln
- 1944 – 30 sekunder över Tokio
- 1945 – Krigskorrespondenten
- 1946 – Dolda känslor
- 1947 – Förföljd
- 1947 – Hämnden är rättvis
- 1947 – Skuggor ur det förflutna
- 1949 – Jakten genom Mexico
- 1949 – Holiday Affair
- 1951 – Dödligt lik
- 1952 – En minut före noll
- 1952 – Den laglösa ön
- 1953 – Planerat illdåd
- 1954 – Floden utan återvändo
- 1954 – Kattens spår
- 1955 – Trasdockan
- 1955 – Revolvermannen (Man with the Gun)
- 1956 – Den dödes skugga
- 1957 – Fienden i djupet
- 1957 – Vem vet, Mr Allison
- 1958 – Rattens djävlar
- 1960 – Lek på annans gård
- 1960 – Viddernas vagabond
- 1960 – Tag vad du vill ha
- 1962 – Farlig främling
- 1962 – Den längsta dagen
- 1962 – Två på gungbrädet
- 1963 – Dödslistan
- 1964 – Drömbrud för sex
- 1967 – Våldets väg västerut
- 1967 – El Dorado
- 1968 – 5 Card Stud
- 1968 – Slaget vid Anzio!
- 1970 – Ryans dotter
- 1972 – Vredens dag
- 1973 – Eddie Coyles kompisar
- 1974 – Yakuza - blodets brödraskap
- 1975 – Kör hårt, Marlowe
- 1976 – Slaget om Midway
- 1976 – Den siste magnaten
- 1978 – The Big Sleep
- 1983 – Krigets vindar (TV-serie) (sju avsnitt)
- 1984 – Marias älskare
- 1985 – Nord och Syd (TV-serie) (sex avsnitt)
- 1988 – Spökenas hämnd
- 1988–1989 – Krig och hågkomst (TV-serie) (tolv avsnitt)
- 1991 – Cape Fear
- 1993 – Tombstone (berättarröst)
- 1995 – Dead Man

## I populärkulturen
Den svenske artisten Olle Ljungström besjunger Robert Mitchum i låten "Robert Mitchum" på albumet Världens räddaste man från 1994.